# 渡辺薫彦
渡辺 薫彦（わたなべ くにひこ、1975年4月5日 - ）は、滋賀県栗東市出身の現調教師、元騎手・元調教助手。戸籍上での表記は渡邊である。
妻は関西テレビ『ドリーム競馬』の司会を務めていた水野麗奈。

## 来歴・人物

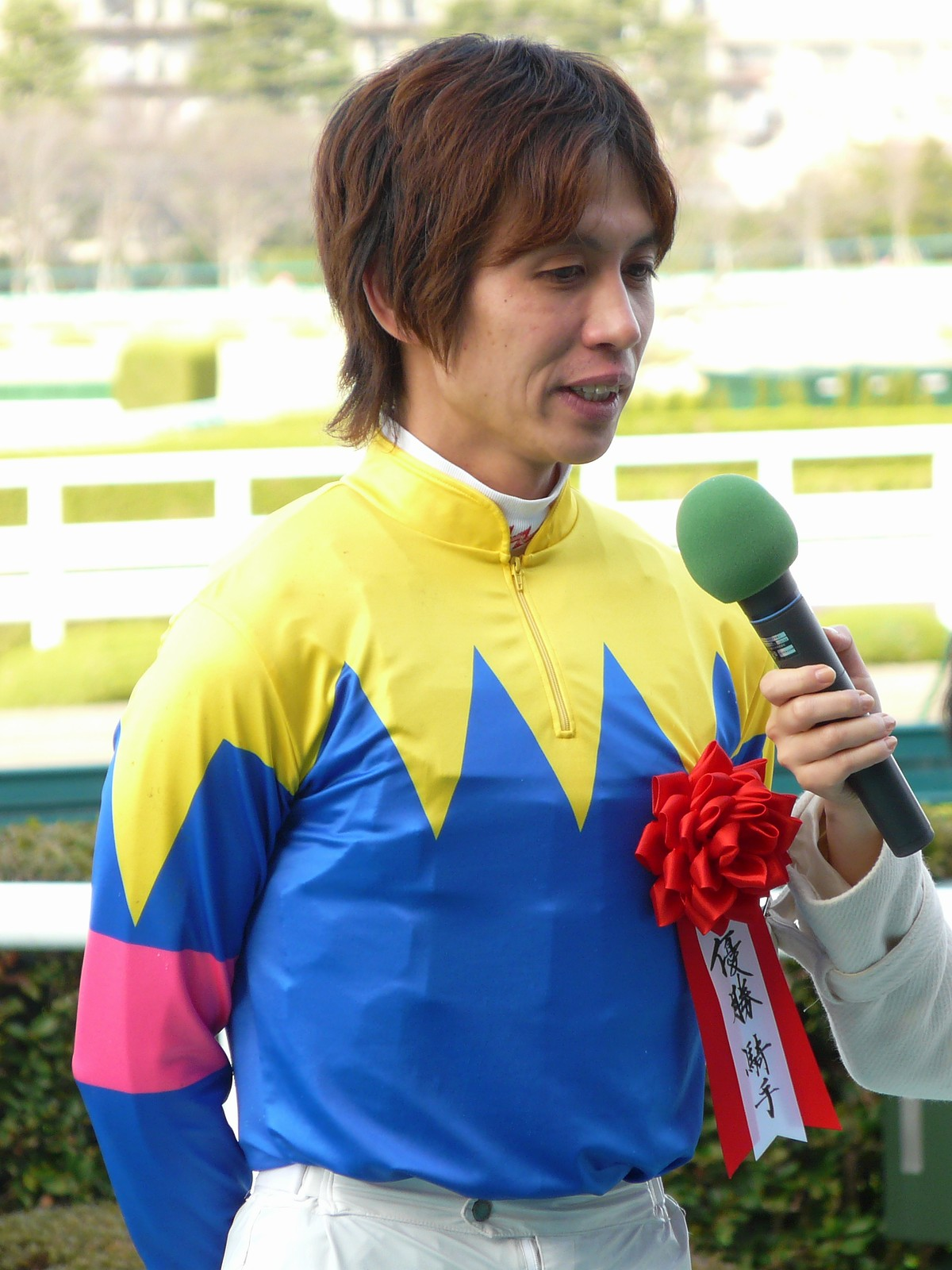
騎手時代の渡辺（2010年フィリーズレビュー）

栗東で厩務員を務める渡辺薫の嫡男として出生、また伯父の古川博も古川平厩舎で調教助手を務めるという競馬に近い環境で育つ。1994年3月1日に父の勤める沖芳夫厩舎の所属騎手としてデビューし、以後引退するまで同厩舎に所属し続けた。吉田豊・幸英明らは競馬学校の同期生（10期）にあたり、とても仲がよく初GI制覇となった菊花賞優勝後には冗談で「胴上げしようか?」と言われている。
デビュー当初より着実に勝ち鞍を積み重ねるも、重賞で人気を背負いながら経験の薄さを懸念されるなど重賞タイトルにはなかなか手が届かなかったが、1999年にナリタトップロードとのコンビでクラシック戦線にて活躍。同年のきさらぎ賞で重賞初制覇を達成し、春のクラシックでは皐月賞3着・東京優駿2着と後一歩のところで届かなかった。東京優駿のレース後には悔し涙を流したが、秋の菊花賞で自身唯一のGI初制覇を成し遂げた。ナリタトップロードの全8勝中7勝は渡辺騎乗によるものであるが、ナリタトップロードの資質を十分に発揮した騎乗が出来ていないとの批判もあり、2000年の有馬記念と2001年の京都記念を的場均に鞍上を交替させられた。続く阪神大賞典で渡辺の下に戻り、最後の直線で追い続け、後続に8馬身差をつけ、さらに芝3000mの世界レコードという勝利を収めた。この変更について沖は「暮れの荒れた中山の馬場はトップロードに合わない。負ければ渡辺の株が下がる恐れもありますから。もちろん、的場君が勝ってくれても渡辺の株は下がります。ただ的場君は調教師試験に受かっていたからね」と発言しており、乗り替わりは合わない馬場に騎乗させずに渡辺の評判を守る目的があったことと、的場引退後に渡辺に戻す前提であったことを明かしている。落馬による怪我で2002年の秋は四位洋文に3戦乗り替わり、京都大賞典の完勝と天皇賞（秋）2着惜敗という結果を受け、渡辺は「もう自分の下には戻ってこない」と思ったという。しかし引退レースとなった有馬記念ではファンの声もあり、渡辺は三たびナリタトップロードの鞍上に帰ってくる。結果は4着であったが、重馬場を見越して先行気味にレースを進めたのが功を奏し、当時最強の牝馬との呼び声があったファインモーションには先着した。2003年の年初に京都で菊花賞優勝時のゼッケン1番をつけて引退式が行われ、関係者インタビューでは渡辺が涙で思わず声を詰まらせる場面があった。産駒のデビューを待っていた矢先、2005年11月7日にナリタトップロードの訃報があった。その直後に、ベストアルバムに騎乗したエリザベス女王杯での本馬場入場の紹介の際に「ベストアルバム…亡き友に健闘を誓う渡辺薫彦です。」という紹介があった。
ナリタトップロード引退後はGI戦線の常連馬には出会えなかったが、関西の中堅騎手として騎乗数や勝ち星を伸ばす。ナリタトップロードなどに見られるように、先行からの粘りを最も得意としているが、タマモホットプレイやカネトシツヨシオーなどに見られるように差し・追い込みにも戦略の幅を広げていった。また、ときおり人気薄を2着に持ってくることから関西では穴騎手として人気があった。
2007年にはソウル競馬場で行われた韓国国際騎手競走へ招待され、初の日本国外競走への騎乗も経験（結果は10人中9位）。
栗東トレセン内にある駿風寮の寮長でもあったが、2012年12月に現役引退を表明、同年12月20日を以って騎手を引退し、所属の沖芳夫厩舎の調教助手に転身した。
2014年12月11日、JRAより2015年度新規調教師免許試験の合格が発表され、翌2015年3月に調教師へ転身。技術調教師として研鑽を積み、2016年3月に厩舎を開業した。

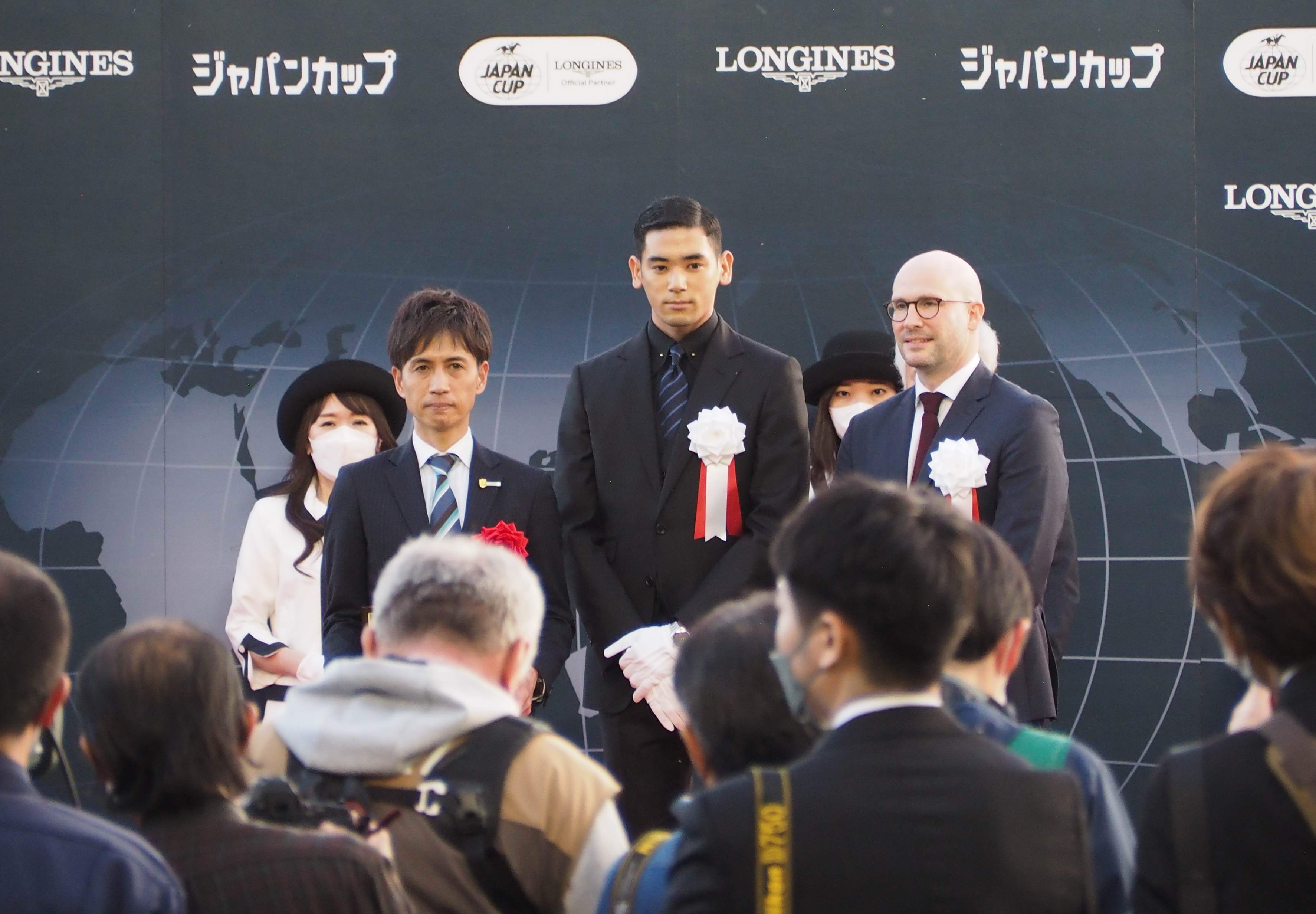
第42回ジャパンカップ表彰式における渡辺（左端）

## 騎乗成績
|            | 日付           | 競馬場・開催  | 競走名         | 馬名               | 頭数 | 人気 | 着順 |
| ---------- | -------------- | ------------- | -------------- | ------------------ | ---- | ---- | ---- |
| 初騎乗     | 1994年3月5日   | 1回中京3日12R | 5歳上900万円下 | ヘラケン           | 16頭 | 16   | 7着  |
| 初勝利     | 1994年6月26日  | 2回中京4日8R  | 5歳上500万円下 | ミスターハリケーン | 16頭 | 4    | 1着  |
| 重賞初騎乗 | 1994年12月11日 | 4回中京6日11R | 愛知杯         | サムソンビッグ     | 15頭 | 13   | 中止 |
| 重賞初勝利 | 1999年2月7日   | 2回京都4日11R | きさらぎ賞     | ナリタトップロード | 15頭 | 2    | 1着  |
| GI初騎乗   | 1996年4月14日  | 2回中山8日11R | 皐月賞         | ロングシコウテイ   | 18頭 | 13   | 16着 |
| GI初勝利   | 1999年11月7日  | 5回京都2日11R | 菊花賞         | ナリタトップロード | 15頭 | 3    | 1着  |

| 年度   | 1着 | 2着 | 3着 | 騎乗数 | 勝率 | 連対率 | 複勝率 |
| ------ | --- | --- | --- | ------ | ---- | ------ | ------ |
| 1994年 | 9   | 13  | 25  | 283    | .032 | .078   | .166   |
| 1995年 | 24  | 26  | 33  | 412    | .058 | .121   | .201   |
| 1996年 | 15  | 17  | 14  | 260    | .058 | .123   | .177   |
| 1997年 | 8   | 27  | 16  | 222    | .036 | .158   | .230   |
| 1998年 | 19  | 8   | 16  | 211    | .090 | .128   | .204   |
| 1999年 | 15  | 13  | 15  | 228    | .066 | .123   | .189   |
| 2000年 | 12  | 21  | 16  | 279    | .043 | .118   | .176   |
| 2001年 | 33  | 38  | 32  | 474    | .070 | .150   | .217   |
| 2002年 | 22  | 23  | 25  | 362    | .061 | .124   | .193   |
| 2003年 | 21  | 31  | 34  | 455    | .046 | .114   | .189   |
| 2004年 | 24  | 20  | 22  | 406    | .059 | .108   | .163   |
| 2005年 | 16  | 17  | 34  | 407    | .039 | .081   | .165   |
| 2006年 | 23  | 39  | 19  | 459    | .050 | .135   | .176   |
| 2007年 | 31  | 29  | 33  | 589    | .053 | .102   | .158   |
| 2008年 | 10  | 27  | 31  | 548    | .018 | .068   | .124   |
| 2009年 | 15  | 18  | 20  | 407    | .037 | .081   | .130   |
| 2010年 | 16  | 9   | 10  | 426    | .038 | .059   | .082   |
| 2011年 | 17  | 9   | 18  | 402    | .042 | .065   | .109   |
| 2012年 | 9   | 14  | 15  | 432    | .021 | .053   | .088   |
| 中央   | 339 | 399 | 428 | 7262   | .047 | .102   | .161   |
| 地方   | 12  | 9   | 15  | 142    | .085 | .148   | .254   |
| 通算   | 351 | 408 | 443 | 7404   | .047 | .103   | .162   |

- 通算100勝 2000年8月20日 小倉4R/スリーグロリアス
- 通算200勝 2004年11月20日 京都8R/マンジュデンツルギ
- 通算300勝 2010年3月7日 中京1R/リュンヌ

- JRA騎手名鑑より

### 主な騎乗馬
太字はGI・JpnI競走を示す
- ナリタトップロード（1999年きさらぎ賞、弥生賞、菊花賞、2001年阪神大賞典、2002年京都記念、阪神大賞典）
- メガスターダム（2001年ラジオたんぱ杯2歳ステークス）
- ナムラサンクス（2004年ダイヤモンドステークス）
- タマモホットプレイ（2006年シルクロードステークス）
- サウンドバリアー（2010年フィリーズレビュー）

その他
- エリモハリアー
- ヴィータローザ
- サムソンビッグ
- ヤマニンキングリー

## 調教師成績
|            | 日付           | 競馬場・開催  | 競走名                           | 馬名             | 頭数 | 人気 | 着順 |
| ---------- | -------------- | ------------- | -------------------------------- | ---------------- | ---- | ---- | ---- |
| 初出走     | 2016年3月6日   | 1回小倉8日8R  | 4歳上500万下                     | デンコウウノ     | 18頭 | 15   | 3着  |
| 初勝利     | 2016年3月21日  | 2回中京4日7R  | 4歳上500万下                     | ドラゴンバローズ | 15頭 | 2    | 1着  |
| 重賞初出走 | 2016年6月12日  | 3回阪神4日11R | マーメイドステークス             | タガノエトワール | 14頭 | 11   | 12着 |
| 重賞初勝利 | 2019年1月6日   | 1回京都2日11R | シンザン記念                     | ヴァルディゼール | 12頭 | 4    | 1着  |
| GI初出走   | 2017年12月17日 | 5回阪神6日11R | 朝日杯フューチュリティステークス | ダブルシャープ   | 16頭 | 7    | 9着  |
| GI初勝利   | 2022年11月27日 | 5回東京8日12R | ジャパンカップ                   | ヴェラアズール   | 18頭 | 3    | 1着  |

### 主な管理馬
※括弧内は当該馬の優勝重賞競走、太字はGI級競走。
- ヴァルディゼール （2019年シンザン記念）
- シゲルピンクルビー（2021年フィリーズレビュー）
- ヴェラアズール（2022年京都大賞典、ジャパンカップ）[11]

## 主な厩舎所属者
- 河原田菜々(2023年 - )